# 澤列納 (喬爾特基夫區)
48°59′3″N 26°12′35″E / 48.98417°N 26.20972°E
澤列納（烏克蘭語：Зелена），是烏克蘭的村落，位於該國西部捷爾諾波爾州，由喬爾特基夫區負責管轄，始建於1648年，面積1.43平方公里，2014年人口93，人口密度每平方公里80人。